# 난쟁이과일먹는박쥐
난쟁이과일먹는박쥐(Artibeus gnomus)는 주걱박쥐과(신세계잎코박쥐과)에 속하는 남아메리카 박쥐의 일종이다. 볼리비아와 브라질, 콜롬비아, 에콰도르, 프랑스령 기아나, 페루, 수리남, 베네수엘라에서 발견된다. 원래는 잘 알려진 다른 과일박쥐류와 차이가 있는 것으로 발견되었지만 이후 1994년에 실수로 제르베과일먹는박쥐의 이명으로 분류되었다. 그러나 형태의 차이와 생체분자학 분석을 통한 연구에 의해 정정되었다.